# Џон Маклохлин (фудбалер)
Џонатан Питер Маклохлин (енгл. Jonathan Peter McLaughlin; 9. септембар 1987) шкотски је професионални фудбалер који тренутно наступа на позицији голмана за Рејнџерс и репрезентацију Шкотске.
Каријеру је почео у полупрофесионалним клубовима из Енглеске, док је 2008. прешао у Бредфорд Сити, гдје је провео седам година и играо је финале Лига купа у сезони 2012/13. Године 2014, прешао је у Бартон албион, за који је одиграо 133 утакмице, након чега је, 2017. прешао у Хартс. У Шкотској је остао једну сезону, а 2018. вратио се у Енглеску, у Сандерланд, за који је одиграо 78 утакмица. Године 2020. прешао је у Рејнџерс, са којим је освојио титулу у сезони 2020/21. прву за клуб послије десет година.
За репрезентацију Шкотске дебитовао је 2018. а претходно није играо за млађе селекције.

## Клупска каријера

### Почетак каријере
Маклохлин је рођен у Единбургу, у каријеру је почео у полупрофесионалним клубовима из Енглеске, гдје је играо за Харогејт релвеј атлетик и тим из шестог ранга такмичења — Харогејт таун.

### Бредфорд Сити
У мају 2008, потписао је једногодишњи уговор са Бредфорд Ситијем. Прије потписивања уговора, тренирао је са клубом годину дана, комбинујући играње за тимове из нижих рангова и студирање на Универзитету у Лидсу, гдје је и дипломирао. За клуб је дебитовао 2. маја 2009, у последњем колу у сезони 2008/09, у побједи од 2:0 на гостовању против Честерфилда. Било је планирано да дебитује раније током сезоне, али се повриједио у пријатељској утакмици у фебруару. На дан 3. јуна 2009, потписао је нови једногодишњи уговор са тимом.
У сезони 2009/10. наступио је на седам утакмица, а Бредфорд је сезону завршио на 14 мјесту у Лиги два. У јуну 2010. потписао је нови, трогодишњи уговор са клубом.
У сезони 2010/11. није био стандардни голман, већину утакмица играо је Лени Пиџели, који је напустио клуб на крају сезоне. На почетку сезоне 2011/12. био је болестан и у клуб је дошао Мет Дјук, као први голман. На дан 27. марта 2012, кажњен је са три утакмице суспензије, због тога што је добио црвени картон на утакмици против Кроули тауна, јер је учествовао у сукобу играча послије утакмице, иако није играо. На дан 17. септембра 2012, уврштен је у тим недеље Лиге два. У финалу Лига купа Енглеске, које је било прво финале једног од два главна купа у Енглеској за Бредфорд од 1911. када су освојили ФА Куп, ушао је у игру са клупе у 58 минуту, јер је први голман — Мет Дјук, добио црвени картон, а Бредфорд је изгубио 5:0 од Свонзи Ситија. Након финала, добио је мјесто стартера, а играо је и у финалу плеј-офа Лиге два, у мају 2013, у побједи од 3:0 против Нортемптона, захваљујући чему се Бредфорд пласирао у Лигу један. Након утакмице, из клуба су му рекли да желе да остане и да има будућност у тиму и искоришћена је клаузула за продужетак уговора на још једну годину.
Прије почетка сезоне 2013/14, Дјук је напустио клуб и прешао је у Нортемптон, након чега је изјавио да вјерује да ће Маклохлин бити први голман Бредфорда, а Маклохлин је изјавио да треба још да ради да би доказао тиму да треба да буде први голман. У децембру 2013, изјавио је да је клуб имао добар почетак сезоне, али да сматра да су у наставку сезоне играли лошије. Касније током децембра, тренер тима — Фил Паркинсон, похвалио је његове игре. До априла 2014, био је један од два играча која су одиграла сваку утакмицу у лиги за клуб.
У јулу 2014, напустио је клуб, након што није успио да се договори око новог уговора, а изјавио је да се није растао са клубом у добрим односима.

### Бартон албион
На дан 23. јула 2014, потписао је једногодишњи уговор са Бартон албионом
 Са клубом је изборио пласман у Лигу један, након чега је изјавио да се радује утакмицама против Бредфорда у лиги. На крају сезоне 2016/17. напустио је клуб, након што му није продужен уговор.

### Хартс
У августу 2017, потписао је двогодишњи уговор са шкотским Хартсом. За клуб је дебитовао 9. септембра, у ремију 0:0 против Абердина, на стадиону Марифилд. На крају маја 2018, напустио је клуб, након што му је истекао уговор.

### Сандерланд
Након истека уговора са Хартсом, вратио се у Енглеску, гдје је, у јуну 2018, потписао уговор са тимом из Лиге један — Сандерландом, а у октобру 2018, изјавио је да се добро носи са притиском играња за тако велики клуб. У јуну 2020. напустио је клуб након истека уговора.

### Рејнџерс
На дан 23. јуна 2020, потписао је двогодишњи уговор са Рејнџерсом, са којим је, у првој сезони, освојио титулу првака Шкотске, прву за клуб послије десет година.

## Репрезентативна каријера
За сениорску репрезентацију Шкотске, први пут је позван за пријатељске утакмице у марту 2018, а затим и за утакмице у мају 2018. За репрезентацију је дебитовао 2. јуна, у поразу 1:0 против Мексика. Дебитовао је неколико дана након што је напустио Хартс и био је без клуба у том периоду.
На дан 19. маја 2021. нашао се у тиму за Европско првенство 2020, које је због пандемије ковида 19 помјерено за 2021.

## Статистика каријере

### Клубови
Ажурирано након утакмице игране 12. маја 2021.
| Клуб              | Сезона            | Лига                | Лига  | Лига | Национални куп | Национални куп | Лига куп | Лига куп | Остало | Остало | Укупно | Укупно |
| Клуб              | Сезона            | Лига                | Утак. | Гол. | Утак.          | Гол.           | Утак.    | Гол.     | Утак.  | Гол.   | Утак.  | Гол.   |
| ----------------- | ----------------- | ------------------- | ----- | ---- | -------------- | -------------- | -------- | -------- | ------ | ------ | ------ | ------ |
| Харогејт таун     | 2007/08.          | Конференција сјевер | 21    | 0    | —              | —              | —        | —        | —      | —      | 21     | 0      |
| Бредфорд Сити     | 2008/09.          | Енглеска Лига два   | 1     | 0    | 0              | 0              | 0        | 0        | 0      | 0      | 1      | 0      |
| Бредфорд Сити     | 2009/10.          | Енглеска Лига два   | 7     | 0    | 0              | 0              | 0        | 0        | 0      | 0      | 7      | 0      |
| Бредфорд Сити     | 2010/11.          | Енглеска Лига два   | 25    | 0    | 0              | 0              | 2        | 0        | 1      | 0      | 28     | 0      |
| Бредфорд Сити     | 2011/12.          | Енглеска Лига два   | 23    | 0    | 3              | 0              | 0        | 0        | 2      | 0      | 28     | 0      |
| Бредфорд Сити     | 2012/13.          | Енглеска Лига два   | 23    | 0    | 2              | 0              | 2        | 0        | 6      | 0      | 33     | 0      |
| Бредфорд Сити     | 2013/14.          | Енглеска Лига један | 46    | 0    | 1              | 0              | 1        | 0        | 0      | 0      | 48     | 0      |
| Бредфорд Сити     | Укупно            | Укупно              | 125   | 0    | 6              | 0              | 5        | 0        | 9      | 0      | 145    | 0      |
| Бартон албион     | 2014/15.          | Енглеска Лига два   | 45    | 0    | 0              | 0              | 3        | 0        | 0      | 0      | 48     | 0      |
| Бартон албион     | 2015/16.          | Енглеска Лига један | 45    | 0    | 0              | 0              | 0        | 0        | 0      | 0      | 45     | 0      |
| Бартон албион     | 2016/17.          | Чемпионшип          | 43    | 0    | 1              | 0              | 1        | 0        | —      | —      | 45     | 0      |
| Бартон албион     | Укупно            | Укупно              | 133   | 0    | 1              | 0              | 4        | 0        | 0      | 0      | 138    | 0      |
| Хартс             | 2017/18.          | Премијершип         | 33    | 0    | 3              | 0              | —        | —        | —      | —      | 36     | 0      |
| Сандерланд        | 2018/19.          | Енглеска Лига један | 46    | 0    | 3              | 0              | 1        | 0        | 5      | 0      | 55     | 0      |
| Сандерланд        | 2019/20.          | Енглеска Лига један | 32    | 0    | 1              | 0              | 1        | 0        | 1      | 0      | 35     | 0      |
| Сандерланд        | Укупно            | Укупно              | 78    | 0    | 4              | 0              | 2        | 0        | 6      | 0      | 90     | 0      |
| Рејнџерс          | 2020/21.          | Премијершип         | 11    | 0    | 1              | 0              | 1        | 0        | 1      | 0      | 14     | 0      |
| Укупно у каријери | Укупно у каријери | Укупно у каријери   | 401   | 0    | 15             | 0              | 12       | 0        | 16     | 0      | 444    | 0      |

1. 1 2 3  Један наступ у Трофеју ЕФЛ
2. ↑  Три наступа у Трофеју ЕФЛ, три у плеј офу Лиге два.
3. ↑  Два наступа у Трофеју ЕФЛ, три наступа у плеј офу Лиге један.
4. ↑  Један наступ у Лиги Европе.

### Репрезентација
Ажурирано након утакмице игране 28. марта 2021.
| Репрезентација | Година | Наступи | Голови |
| -------------- | ------ | ------- | ------ |
| Шкотска        |        |         |        |
| 2018           | 1      | 0       |        |
| 2019           | 1      | 0       |        |
| 2020           | 0      | 0       |        |
| 2021           | 0      | 0       |        |
| Укупно         | Укупно | 2       | 0      |

## Успјеси

### Клупски
Бредфорд Сити
- Лига куп финале: 2012/13[66]
- Плеј оф Енглеске Лиге два (1): 2013[67]

Бартон албион
- Енглеска Лига два (1): 2014/15[68]
- Енглеска Лига један друго мјесто: 2015/16[69]

Сандерланд
- Трофеј ЕФЛ финале: 2018/19[70]

Рејнџерс
- Премијершип (1): 2020/21[71]

### Индивидуално
- Тим године Лиге један (1): 2015/16[72]